# No Hard Feelings (2023)
No Hard Feelings ist eine US-amerikanische Filmkomödie des Regisseurs Gene Stupnitsky aus dem Jahr 2023. Die Hauptrollen übernahmen Jennifer Lawrence und Andrew Barth Feldman. Der Kinostart in den Vereinigten Staaten war am 23. Juni 2023. In Deutschland lief der Film am 22. Juni 2023 in den Kinos an.

## Handlung
Die 32-jährige Maddie Barker ist Uber-Fahrerin und Barkeeperin im Ort Montauk in den Hamptons auf Long Island. Sie steht vor der Insolvenz, nachdem ihr Auto beschlagnahmt worden ist, da sie Grundsteuern für ein Haus schuldet, das sie von ihrer Mutter geerbt hat. Da sie verzweifelt versucht, das Haus nicht zu verlieren, akzeptiert sie einen ungewöhnlichen Craigslist-Eintrag. Ihre Auftraggeber, das Ehepaar Becker, wohlhabende Kryptowährungsinvestoren, bitten sie, im Austausch für einen Buick Regal mit ihrem 19-jährigen Sohn Percy auszugehen. Mit dem Auto könnte Maddie wieder ihre Arbeit aufnehmen. Da Percy sehr schüchtern ist und keine Erfahrung mit Mädchen, Alkohol, Partys oder Sex hat, hoffen seine Eltern, sein Selbstvertrauen zu stärken, bevor er im Herbst die Princeton University besucht.
Maddie versucht Percy in dem Tierheim, in dem er ehrenamtlich arbeitet, zu verführen. Das Angebot, ihn nach Hause zu fahren, interpretiert er jedoch als Entführung und setzt Pfefferspray gegen sie ein. Trotzdem verabreden sie sich für den nächsten Tag zu einem Date. Sie treffen sich abends in einer Bar und gehen anschließend am Strand nackt baden. Während sie im Wasser sind, versucht eine Gruppe betrunkener Teenager ihre Kleidung zu stehlen. Maddie kämpft nackt gegen sie an, woraufhin der verstörte Percy sich weigert, mit ihr zu schlafen. Als sie versucht, ohne ihn wegzufahren, merkt er, dass sie noch sein Handy hat. Er springt nackt auf ihr Auto, und bei der Fahrt entkommen sie der Polizei. Sie und Percy versuchen, Sex zu haben, aber er bekommt vor Angst einen Ausschlag, den Maddie pflegt.
Sie setzen ihre Verabredungen fort, erzählen sich mehr über sich selbst und schließen Freundschaft. Da beide aus unterschiedlichen Gründen nie einen Abschlussball (Prom) hatten, beschließen sie, dies nachzuholen und gehen zu einem schicken Abendessen. Percy trifft dort eine Schulbekanntschaft, Natalie, die ihn zu einer Party einlädt. Nachdem er und Maddie einen Streit über ihre langfristigen Pläne haben, geht er auf die Party, während sie ihn sucht. Sie findet ihn mit Natalie im Bett. Zwischen den beiden ist aber nichts passiert ist, da er Ibuprofen mit Alkohol eingenommen hat. Nachdem er die Party verlassen hat, gesteht Percy Maddie seine Liebe. Seinen Wunsch, Sex mit ihr zu haben, lehnt Maddie daraufhin ab.
Am nächsten Tag erklärt Percy seinen Eltern, dass er mit Maddie in Montauk bleiben möchte, anstatt nach Princeton zu gehen. In seiner Panik bietet sein Vater ihr das Auto an, wenn sie ihn überredet, doch nach Princeton zu fahren. Percy erfährt durch Zufall von Maddies Vereinbarung mit seinen Eltern. Er lädt Maddie zum Abendessen mit seinen Eltern ein und deutet an, dass er von ihrer Abmachung weiß. Während Maddie und seine Eltern versuchen herauszufinden, wie viel er weiß, fährt Percy das Maddie versprochene Auto gegen einen Baum und beschädigt es schwer. Maddie sucht ihn in seinem Zimmer auf und Percy versucht, Sex mit ihr zu haben. Nachdem er während des Vorspiels vorzeitig ejakuliert hat, beendet der enttäuschte Percy ihre Beziehung.
Maddie nimmt das beschädigte Auto an sich und ist fest entschlossen, ihre Schulden zu begleichen. Durch Uberfahren schafft sie es über den Rest des Sommers, genug Geld zu sparen, um ihr Haus zu retten und ihr Auto zu reparieren. Aufgeregt erzählt Maddie ihren Freunden Jim und Sara davon. Sara fragt Maddie, ob sie wirklich in Montauk bleiben will oder ob sie es nur für ihre Mutter tut. Das Paar gibt zu, dass sie aufgrund der hohen Wohnkosten von Montauk nach Florida ziehen werden. Maddie denkt über ihr Leben nach und versucht, ihre Fehler zu korrigieren. Sie sucht Percy bei einem Treffen für angehende Princeton-Studierende auf und entschuldigt sich. Percy ist nicht überzeugt und will wegfahren, doch Maddie springt auf die Motorhaube seines Autos. Da er nichts mehr sehen kann, endet die Fahrt nach einer Irrfahrt über den Strand im Meer. Die beiden versöhnen sich und versprechen sich, Freunde zu bleiben. Maddie beschließt, ihr Haus an Jim und Sara zu verkaufen und nach Kalifornien zu ziehen, um ihrer Leidenschaft für das Surfen nachzugehen.
Maddie nimmt Percy auf dem Weg nach Kalifornien nach Princeton mit. Sie hat Milo, einen kokainsüchtigen ehemaligen Polizeihund, der in dem Tierheim lebte, in dem Percy ehrenamtlich gearbeitet hat, adoptiert. Maddie verspricht Percy, ihn während ihrer Fahrt nach Kalifornien anzurufen.

## Produktion
Im Oktober 2021 gab Sony Pictures bekannt, dass der Verleih den Zuschlag für eine geplante Komödie des Regisseurs Gene Stupnitsky erhalten habe. Sony setzte sich im Bietverfahren gegen Apple, Netflix und andere Major-Studios durch. Produziert wurde der Film von Jennifer Lawrence sowie Alex Saks, Marc Provissiero, Naomi Odenkirk und Justine Polsky.
Lawrence übernahm auch die weibliche Hauptrolle des Films. Im September 2022 wurde bekanntgegeben, dass Andrew Barth Feldman für die männliche Hauptrolle besetzt wurde.
Die Dreharbeiten begannen Ende September 2022 an verschiedenen Drehorten im Nassau County im Bundesstaat New York.
Am 9. März 2023 wurde der erste Trailer zum Film veröffentlicht. Kurz zuvor hatte das Studio unter anderem auf Reddit und in US-amerikanischen Großstädten Annoncen mit „Need a car? ‚Date‘ our son“ (dt.: „Brauchen Sie ein Auto? ,Daten‘ Sie unseren Sohn“) platziert.

## Rezeption

### Kritiken
Auf Rotten Tomatoes erhielt der Film eine Zustimmungsquote von 71 Prozent. Die vulgäre Komödie gehe meistens auf Nummer sicher, allerdings stelle der Einsatz von Jennifer Lawrence sicher, dass man es dem Film am Ende nicht übelnehme.
Beim Filmdienst erhielt der Film 4 von 5 Sternen: „Temporeiche Komödie, die ihre scheinbar gegensätzlichen Figuren auf einem von Klassenunterschieden, Gentrifizierung und ökonomischen Zwängen geprägten Minenfeld aufeinandertreffen lässt. Mit seiner furchtlosen, mit vollem Körpereinsatz agierenden Hauptdarstellerin vereint der Film souverän auf den Punkt inszenierte Situationskomik mit emotional dichten Momenten und nuancierter Figurenzeichnung.“ Jenni Zylka (Die Tageszeitung) warf dem Film vor, Gender-Klischees zu bedienen. Allerdings gebe es Szenen, die damit brächen. Außerdem spreche der Film die Themen Klassismus und Gentrifizierung sachte an. Anna Wollner vom NDR hielt den Film für nicht zeitgemäß: „‚No Hard Feelings‘ wirkt wie der platte Aufguss einer Komödie aus den 90ern, ohne ein Gespür für Timing oder Zeitgeist.“

### Auszeichnungen
Critics’ Choice Movie Awards 2024
- Nominierung als Beste Filmkomödie

Golden Globe Awards 2024
- Nominierung als Beste Hauptdarstellerin – Komödie oder Musical (Jennifer Lawrence)

People’s Choice Awards 2024
- Nominierung als Beste Filmkomödie
- Nominierung als Beste Darstellerin (Jennifer Lawrence)
- Auszeichnung als Beste Darstellerin in einer Filmkomödie (Jennifer Lawrence)[11]